# Madrid Masters

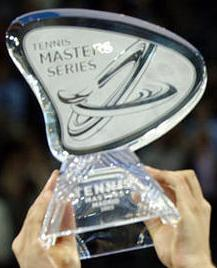
Pokalen

Mutua Madrileña Masters Madrid är en tennisturnering. Tävlingen hålls årligen i Madrid, Spanien, och den spelas utomhus på grus (sedan 2009 i Caja Mágica). Tävlingen är en del av Masters 1000 på ATP-touren och Premier Tournaments på WTA-touren.
Tävlingen flyttade till Madrid 2002, från Stuttgart, Tyskland. Stuttgarts inomhusturnerng blev en Masters Series-tävling 1996. Innan, hölls tävlingen i Essen, Tyskland, 1995, och i Stockholm (Stockholm Open), Sverige, mellan 1990 och 1994. Från och med 2009 flyttades tävlingen till en ny arena och började spelas på grus, som en del av ATP:s nya Masters 1000. 

## Rekord

### Singel
- Rafael Nadal flest segrar (5)

### Dubbel
- Todd Woodbridge / Mark Woodforde "The Woddies": flest segrar (4)
- "The Woodies": flest konsekutiva segrar (3, 1992-94)

## Resultat

### Herrar

#### Singel
| Plats     | År   | Mästare             | Finalist            | Resultat                         |
| --------- | ---- | ------------------- | ------------------- | -------------------------------- |
| Madrid    | 2019 | Novak Djokovic      | Stefanos Tsitsipas  | 6–3, 6–4                         |
| Madrid    | 2018 | Alexander Zverev    | Dominic Thiem       | 6–4, 6–4                         |
| Madrid    | 2017 | Rafael Nadal        | Dominic Thiem       | 7–6(10–8), 6–4                   |
| Madrid    | 2016 | Novak Djokovic      | Andy Murray         | 6–2, 3–6, 6–3                    |
| Madrid    | 2015 | Andy Murray         | Rafael Nadal        | 6–3, 6–2                         |
| Madrid    | 2014 | Rafael Nadal        | Kei Nishikori       | 2–6, 6–4, 3–0 Ret.               |
| Madrid    | 2013 | Rafael Nadal        | Stanislas Wawrinka  | 6–2, 6–4                         |
| Madrid    | 2012 | Roger Federer       | Tomáš Berdych       | 3–6, 7–5, 7–5                    |
| Madrid    | 2011 | Novak Djokovic      | Rafael Nadal        | 7–5, 6–4                         |
| Madrid    | 2010 | Rafael Nadal        | Roger Federer       | 6–4, 7–6(7–5)                    |
| Madrid    | 2009 | Roger Federer       | Rafael Nadal        | 6–4, 6–4                         |
| Madrid    | 2008 | Andy Murray         | Gilles Simon        | 6–4, 7–6(6)                      |
| Madrid    | 2007 | David Nalbandian    | Roger Federer       | 1–6, 6–3, 6–3                    |
| Madrid    | 2006 | Roger Federer       | Fernando Gonzalez   | 7–5, 6–1, 6–0                    |
| Madrid    | 2005 | Rafael Nadal        | Ivan Ljubicic       | 3–6, 2–6, 6–3, 6–4, 7–6(3)       |
| Madrid    | 2004 | Marat Safin         | David Nalbandian    | 6–2, 6–4, 6–3                    |
| Madrid    | 2003 | Juan Carlos Ferrero | Nicolas Massu       | 6–3, 6–4, 6–3                    |
| Madrid    | 2002 | Andre Agassi        | Jiri Novak          | walkover                         |
| Stuttgart | 2001 | Tommy Haas          | Max Mirnyj          | 6–2, 6–2, 6–2                    |
| Stuttgart | 2000 | Wayne Ferreira      | Lleyton Hewitt      | 7–6(6), 3–6, 6–7(5), 7–6(2), 6–2 |
| Stuttgart | 1999 | Thomas Enqvist      | Richard Krajicek    | 6–1, 6–4, 5–7, 7–5               |
| Stuttgart | 1998 | Richard Krajicek    | Jevgenij Kafelnikov | 6–4, 6–3, 6–3                    |
| Stuttgart | 1997 | Petr Korda          | Richard Krajicek    | 7–6(6), 6–2, 6–4                 |
| Stuttgart | 1996 | Boris Becker        | Pete Sampras        | 3–6, 6–3, 3–6, 6–3, 6–4          |
| Essen     | 1995 | Thomas Muster       | MaliVai Washington  | 7–6, 2–6, 6–3, 6–4               |
| Stockholm | 1994 | Boris Becker        | Goran Ivanisevic    | 4–6, 6–4, 6–3, 7–6               |
| Stockholm | 1993 | Michael Stich       | Goran Ivanisevic    | 4–6, 7–6, 7–6, 6–2               |
| Stockholm | 1992 | Goran Ivanisevic    | Guy Forget          | 7–6, 4–6, 7–6, 6–2               |
| Stockholm | 1991 | Boris Becker        | Stefan Edberg       | 3–6, 6–4, 1–6, 6–2, 6–2          |
| Stockholm | 1990 | Boris Becker        | Stefan Edberg       | 6–4, 6–0, 6–3                    |

#### Dubbel
| Plats     | År   | Mästare                              | Finalister                           | Resultat              |
| --------- | ---- | ------------------------------------ | ------------------------------------ | --------------------- |
| Madrid    | 2019 | Jean-Julien Rojer Horia Tecău        | Diego Schwartzman Dominic Thiem      | 6–2, 6–3              |
| Madrid    | 2018 | Nikola Mektić Alexander Peya         | Bob Bryan Mike Bryan                 | 5–3, ret.             |
| Madrid    | 2017 | Łukasz Kubot Marcelo Melo            | Nicolas Mahut Édouard Roger-Vasselin | 7–5, 6–3              |
| Madrid    | 2016 | Jean-Julien Rojer Horia Tecău        | Rohan Bopanna Florin Mergea          | 6–4, 7–6(7–5)         |
| Madrid    | 2015 | Rohan Bopanna Florin Mergea          | Marcin Matkowski Nenad Zimonjić      | 6–2, 6–7(5–7), [11–9] |
| Madrid    | 2014 | Daniel Nestor Nenad Zimonjić         | Bob Bryan Mike Bryan                 | 6–4, 6–2              |
| Madrid    | 2013 | Bob Bryan Mike Bryan                 | Alexander Peya Bruno Soares          | 6–2, 6–3              |
| Madrid    | 2012 | Mariusz Fyrstenberg Marcin Matkowski | Robert Lindstedt Horia Tecău         | 6–3, 6–4              |
| Madrid    | 2011 | Bob Bryan Mike Bryan                 | Michaël Llodra Nenad Zimonjić        | 6–3, 6–3              |
| Madrid    | 2010 | Bob Bryan Mike Bryan                 | Daniel Nestor Nenad Zimonjić         | 6–3, 6–4              |
| Madrid    | 2009 | Daniel Nestor Nenad Zimonjić         | Simon Aspelin Wesley Moodie          | 6–4, 6–4              |
| Madrid    | 2008 | Mariusz Fyrstenberg Marcin Matkowski | Mahesh Bhupathi Mark Knowles         | 6–4, 6–2              |
| Madrid    | 2007 | Bob Bryan Mike Bryan                 | Mariusz Fyrstenberg Marcin Matkowski | 6–3, 7–6(4)           |
| Madrid    | 2006 | Bob Bryan Mike Bryan                 | Mark Knowles Daniel Nestor           | 7–5, 6–4              |
| Madrid    | 2005 | Mark Knowles Daniel Nestor           | Leander Paes Nenad Zimonjic          | 3–6, 6–3, 6–2         |
| Madrid    | 2004 | Mark Knowles Daniel Nestor           | Bob Bryan Mike Bryan                 | 6–3, 6–4              |
| Madrid    | 2003 | Mahesh Bhupathi Max Mirnyi           | Wayne Black Kevin Ullyett            | 6–2, 2–6, 6–3         |
| Madrid    | 2002 | Mark Knowles Daniel Nestor           | Mahesh Bhupathi Max Mirnyj           | 6–3, 7–5, 6–0         |
| Stuttgart | 2001 | Max Mirnyj Sandon Stolle             | Ellis Ferreira Jeff Tarango          | 7–6(7), 7–6(4)        |
| Stuttgart | 2000 | Jiri Novak David Rikl                | Donald Johnson Piet Norval           | 3–6, 6–3, 6–4         |
| Stuttgart | 1999 | Byron Black Jonas Björkman           | David Adams John-Laffnie de Jager    | 6–7(6), 7–6(2), 6–0   |
| Stuttgart | 1998 | Sebastien Lareau Alex O'Brien        | Mahesh Bhupathi Leander Paes         | 6–3, 3–6, 7–5         |
| Stuttgart | 1997 | Mark Woodforde Todd Woodbridge       | Rick Leach Jonathan Stark            | 6–3, 6–3              |
| Stuttgart | 1996 | Sebastien Lareau Alex O'Brien        | Jacco Eltingh Paul Haarhuis          | 3–6, 6–4, 6–3         |
| Essen     | 1995 | Jacco Eltingh Paul Haarhuis          | Cyril Suk Daniel Vacek               | 7–5, 6–4              |
| Stockholm | 1994 | Mark Woodforde Todd Woodbridge       | Jan Apell Jonas Björkman             | 6–3, 6–4              |
| Stockholm | 1993 | Mark Woodforde Todd Woodbridge       | Gary Muller Danie Visser             | 6–1, 3–6, 6–2         |
| Stockholm | 1992 | Mark Woodforde Todd Woodbridge       | Steve DeVries David Macpherson       | 6–3, 6–4              |
| Stockholm | 1991 | John Fitzgerald Anders Järryd        | Tom Nijssen Cyril Suk                | 7–5, 6–2              |
| Stockholm | 1990 | Guy Forget Jakob Hlasek              | John Fitzgerald Anders Järryd        | 6–4, 6–2              |

### Damer

#### Singel
| Plats  | År   | Mästare          | Finalist            | Resultat           |
| ------ | ---- | ---------------- | ------------------- | ------------------ |
| Madrid | 2019 | Kiki Bertens     | Simona Halep        | 6–4, 6–4           |
| Madrid | 2018 | Petra Kvitová    | Kiki Bertens        | 7–6(8–6), 4–6, 6–3 |
| Madrid | 2017 | Simona Halep     | Kristina Mladenovic | 7–5, 6–7(5–7), 6–2 |
| Madrid | 2016 | Simona Halep     | Dominika Cibulková  | 6–2, 6–4           |
| Madrid | 2015 | Petra Kvitová    | Svetlana Kuznetsova | 6–1, 6–2           |
| Madrid | 2014 | Marija Sjarapova | Simona Halep        | 1–6, 6–2, 6–3      |
| Madrid | 2013 | Serena Williams  | Marija Sjarapova    | 6–1, 6–4           |
| Madrid | 2012 | Serena Williams  | Viktoryja Azaranka  | 6–1, 6–3           |
| Madrid | 2011 | Petra Kvitová    | Viktoryja Azaranka  | 7–6(7–3), 6–4      |
| Madrid | 2010 | Aravane Rezaï    | Venus Williams      | 6–2, 7–5           |
| Madrid | 2009 | Dinara Safina    | Caroline Wozniacki  | 6–2, 6–4           |

#### Dubbel
| Plats  | År   | Mästare                                  | Finalister                            | Resultat              |
| ------ | ---- | ---------------------------------------- | ------------------------------------- | --------------------- |
| Madrid | 2019 | Hsieh Su-wei Barbora Strýcová            | Gabriela Dabrowski Xu Yifan           | 6–3, 6–1              |
| Madrid | 2018 | Jekaterina Makarova Jelena Vesnina       | Tímea Babos Kristina Mladenovic       | 2–6, 6–4, [10–8]      |
| Madrid | 2017 | Chan Yung-jan Martina Hingis             | Tímea Babos Andrea Hlaváčková         | 6–4, 6–3              |
| Madrid | 2016 | Caroline Garcia Kristina Mladenovic      | Martina Hingis Sania Mirza            | 6–4, 6–4              |
| Madrid | 2015 | Casey Dellacqua Yaroslava Shvedova       | Garbiñe Muguruza Carla Suárez Navarro | 6–3, 6–7(4–7), [10–5] |
| Madrid | 2014 | Sara Errani Roberta Vinci                | Garbiñe Muguruza Carla Suárez Navarro | 6–4, 6–3              |
| Madrid | 2013 | Anastasija Pavljutjenkova Lucie Šafářová | Cara Black Marina Erakovic            | 6–2, 6–4              |
| Madrid | 2012 | Sara Errani Roberta Vinci                | Jekaterina Makarova Jelena Vesnina    | 6–1, 3–6, [10–4]      |
| Madrid | 2011 | Viktoryja Azaranka Marija Kirilenko      | Květa Peschke Katarina Srebotnik      | 6–4, 6–3              |
| Madrid | 2010 | Serena Williams Venus Williams           | Gisela Dulko Flavia Pennetta          | 6–2, 7–5              |
| Madrid | 2009 | Cara Black Liezel Huber                  | Květa Peschke Lisa Raymond            | 4–6, 6–3, [10–6]      |